# Love Next Door
Pour les articles homonymes, voir Love Next Door (série télévisée).
Pour plus de détails, voir Fiche technique et Distribution.
Love Next Door, ou Les Oranges au Québec (The Oranges), est une comédie romantique américaine de Likely Story et Olympic Pictures qui a été présentée pour la première fois au Festival international du film de Toronto le 10 septembre 2011. Le film est sorti en salle le 5 octobre 2012 aux États-Unis.

## Synopsis
David et Paige Walling (Hugh Laurie et Catherine Keener) et Terry et Cathy Ostroff (Oliver Platt et Allison Janney) sont des meilleurs amis et voisins vivant à Orange Drive, dans la banlieue du New Jersey. Leur existence confortable tourne mal lorsque la fille de Terry et Cathy, Nina Ostroff (Leighton Meester), récemment séparée de son fiancé, revient chez elle pour Thanksgiving après cinq ans d'absence. Plutôt que de développer de l'intérêt pour le brillant fils de ses voisins, Toby Walling (Adam Brody), ce qui plairait aux deux familles, c'est sur le meilleur ami de ses parents, David, que Nina porte son attention.
Quand la relation entre Nina et David est découverte, la vie de tout le monde est bouleversée, particulièrement celle de Vanessa Walling (Alia Shawkat), la meilleure amie d'enfance de Nina. Cela ne dure pas longtemps avant que les ramifications de l'affaire commencent à travailler les deux familles (de manière inattendue et hilarante), ce qui conduit tout le monde à réévaluer ce que cela signifie d'être heureux.

## Fiche technique
- Titre original : The Oranges
- Titre québécois : Les Oranges
- Titre français[1] : Love Next Door
- Réalisation : Julian Farino
- Scénario : Ian Helfer, Jay Reiss
- Direction artistique : Ola Maslik
- Décors : Dan Davis
- Costumes : David C. Robinson
- Photographie : Steven Fierberg
- Montage : Carole Kravetz Aykanian, Jeffrey M. Werner
- Musique : Klaus Badelt, Andrew Raiher
- Production : Anthony Bregman, Leslie Urdang, Dean Vanech
  - Production exécutive : Stefanie Azpiazu, Ian Helfer, Sam Hoffman, Jay Reiss, Daniel Revers
- Société(s) de production : Likely Story, Olympus Pictures
- Société(s) de distribution : ATO Pictures
- Pays d'origine :  États-Unis
- Langue originale : anglais
- Genre : Comédie dramatique et romance
- Budget : 7 000 000 $[2]
- Durée : 90 minutes
- Dates de sortie : 
  - Canada : 10 septembre 2011 (Toronto International Film Festival)
  - États-Unis[3] : 5 octobre 2012
  - Royaume-Uni[4] : 7 décembre 2012
- Date de sortie DVD : 
  - États-Unis[5] : 7 mai 2013
  - France[6] : 5 juin 2013

## Distribution

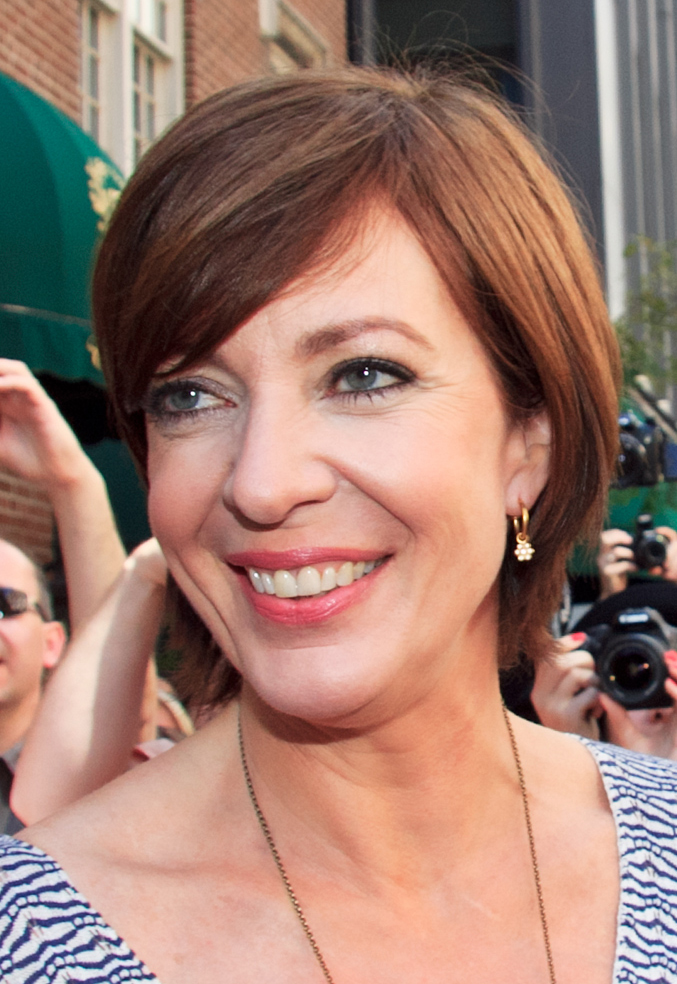
L'actrice Allison Janney à la première du film au TIFF 2011.

- Hugh Laurie (VF : Féodor Atkine) : David Walling
- Leighton Meester (VF : Laëtitia Godès) : Nina Ostroff
- Catherine Keener : Paige Walling
- Oliver Platt : Terry Ostroff
- Allison Janney : Carol Ostroff
- Adam Brody : Toby Walling
- Alia Shawkat : Vanessa Walling
- Sam Rosen : Ethan
- Tim Guinee : Roger
- Cassidy Gard : Samantha
- Heidi Kristoffer : Meredith
- Boyd Holbrook : Circle
- Jennifer Bronstein : Amy
- Aya Cash : Maya

## Musique
| Titre                                  | Interprété par            |
| -------------------------------------- | ------------------------- |
| The First Noel (Nina)                  | The Christmas Carolers    |
| Caroling Jingle Bells                  | The Christmas Carolers    |
| Caroling Deck the Halls                | The Christmas Carolers    |
| Caroling Hark the Herald               | The Christmas Carolers    |
| Caroling Joy to the World              | The Christmas Carolers    |
| Christmas Miracle                      | Klaus Badelt              |
| Facing the Sun                         | Treefight for Sunlight    |
| Shoelaces                              | The Submarines            |
| Sweet Defeat                           | Jon Allen                 |
| Bitter Heart                           | Zee Avi                   |
| Can't Stay Here                        | The Grand Nationals       |
| Baby, It's Cold Outside                | Dean Martin               |
| Lay Down With You                      | Frazey Ford               |
| Perfect Timing (This Morning)          | Orba Squara               |
| Come Home                              | The Grand Nationals       |
| Winter Wonderland                      | Darlene Love              |
| You Hung the Moon                      | Schuyler Fisk             |
| The First Noel                         | Josh Groban, Faith Hill   |
| Silent Night                           | The Christmas Carolers    |
| Silent Night                           | Josh Groban               |
| Joy to the World                       | Mariah Carey              |
| Let it Snow! Let it Snow! Let it Snow! | Dean Martin               |
| Deck the Hall                          | Nat King Cole             |
| Jingle Bells                           | Frank Sinatra             |
| Happy Birthday                         | Nina's Friends            |
| Happy Birthday                         | KidzTown Kids             |
| Ding Dong It's Christmas               | Crucial Music Corporation |

## Box Office
| Pays ou région | Box-office | Date d'arrêt du box-office | Nombre de semaines |
| -------------- | ---------- | -------------------------- | ------------------ |
| États-Unis     | 366 377 $  | 1er novembre 2012          | 4                  |